# Északi germán nyelvek

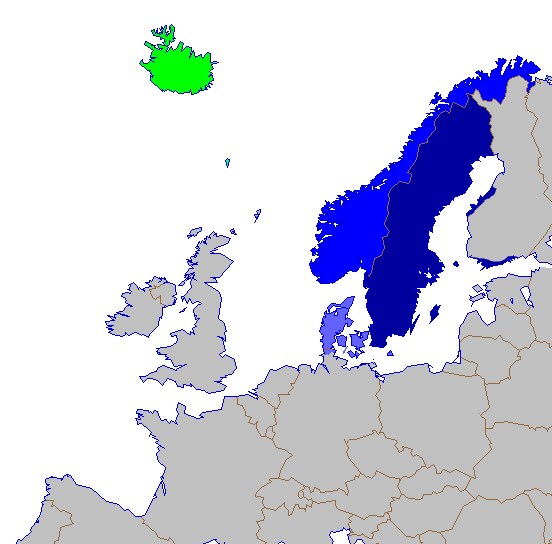
A skandináv nyelvek elterjedtsége. Kék szín jelöli a kontinentális skandináv nyelveket, zöld pedig a szigetek skandináv nyelveit

Az északi germán nyelvek vagy skandináv nyelvek közé soroljuk a svéd, a norvég, a dán, az izlandi, valamint a feröeri nyelveket.

## Eredetük
A germán nyelvek az ún. első germán hangeltolódás során különültek el az indoeurópai, más néven indogermán nyelvektől. A folyamat a Krisztus előtti 12–3. század között zajlott le. A germán népek szétvándorlása során azok nyelve maradt azonos, akik nagyjából egy régióban éltek. A német nyelv fejlődése az ófelnémet hangeltolódás során kezdett külön fejlődni, míg az angolok és szászok nyelve a Kr. u. 5. századi, Brit-szigetek ellen irányuló invázió után fejlődött a többi germántól eltérően.

## Az északiak
Az első indogermán lakosok a Kr. előtti 4. században érkeztek a skandináv területekre. Nyelvük egészen a Kr. u. 13. századig csak dialektusok szintjén különbözött. A viking kalandozások megindultával az egy területen élő északi germán népek egyre "öntudatosabban" használták saját nyelvüket, és egyre inkább önálló népekként kezdték definiálni magukat.
Mindeddig egyfajta óészaki nyelvről beszélhettünk, a 13. századtól azonban az ósvéd és az ódán egyre inkább elkülönült az ónorvégtól, mely utóbbi az izlandi és feröeri nyelv alapja lett. Ennek oka, hogy az Izlandra letelepülő vikingek a norvég területről származtak. Apró érdekesség, hogy a mai izlandi nyelv, elszigeteltségének köszönhetően kevéssé tér el a kora középkori norvégtól. Feltűnő az európai szemnek az izlandi szövegekben olvasható þ, valamint ð karakterek.
Mára a svéd és a dán viszonylag egységes képet mutat a kontinens északi germán nyelvei közül. Ezek ketten egyébként a skandináv északi germán nyelvek keleti ágához tartoznak. A nyugati ághoz tartozó norvég fejlődése során azonban két ág különült el, így a mai norvég nyelvben beszélünk nynorsk és bokmål norvég variánsokról. A nyugati ághoz tartozó másik két nyelv az izlandi és a feröeri nyelvek. A norvég, a svéd és a dán egymás számára lényegében kölcsönösen érthető nyelvek, jellemző tendencia, hogy a norvég és dán beszélők egymást remekül értik, a svéd beszélők őket kevésbé, de az értési problémák inkább nyelvjárások közötti, mintsem nyelvek közötti eltéréseknek tűnnek. Azonban a kontinensen élő skandináv beszélők mindegyike jóval nagyobb nehézségekkel képes csak megérteni az izlandi és a feröeri beszélőket, akiknek nyelve archaikusnak tűnik a modern svédhez, dánhoz és norvéghez képest.

## Történelmi tagoltság
A nyelvtudomány a skandináv nyelveket történelmi periódusok szerint is elkülöníti. Az 1100-as évek előtt egy viszonylag egységes óészaki nyelvről beszélünk, mely dialektusok szintjén mutatott különbségeket. Ebben az időszakban az óészaki egy nyugati és egy keleti ágra tagolódott
- Nyugati ág
  - Óizlandi
  - Ónorvég
- Keleti ág
  - Ódán
  - Ósvéd

Az 1100-as és 1300-as évek között újabb tagolás lép érvénybe, mivel a dán egyre inkább elkülönült a többi északi nyelvtől.
- Déli ág
  - Ódán
- Északi ág
  - Óizlandi
  - Ónorvég
  - Ósvéd

Az érett középkorban az egyes nyelvek fejlődése egyre nagyobb eltéréseket mutatott. Az izlandi és feröeri nyelvek megtartották archaikus struktúráikat, míg a norvég és a svéd jelentősen leegyszerűsödött.
Az 1500-as évektől újabb felosztás lép érvénybe:
- szigeti skandináv nyelvek
  - Izlandi
  - Feröeri
- kontinentális skandináv nyelvek
  - Norvég
  - Svéd
  - Dán

A Grönlandi norvég nyelv legkésőbb a 16. század folyamán kihalt.
Ez a felosztás azonban nem felel meg a nyelvek "genetikai" rokonságának, melyeket a nyelvek családfamodellje (Stammbaumtheorie) ír le. 
A fenti modell a nyelvek között egy adott pediódus alatt érvényes hasonlóságokon alapszik. A nyelvek változásával a fenti modell így folyamatosan átdolgozandó.

## Különleges karakterek
Északi germán nyelven íródott szövegeket olvasva érdekes karakterekre bukkanhatunk, melyek más nyelvekben nincsenek jelen. Az alábbiakban azok a karakterek olvashatók, melyek a magyarban nincsenek jelen:
- a svédben: ä, y (mint magánhangzó), å
- a norvégban: æ, å, ø
- a dánban: æ, å, ø
- az izlandiban: þ, ð, ý, æ, í, á, ó, é, ú (utóbbiak a magyartól eltérő hangértékkel)
- a feröeriben: ð, ý, æ, ø, á, í, ó, ú, (utóbbiak a magyartól eltérő hangértékkel)